# Austria ai XII Giochi olimpici invernali
L'Austria partecipò ai XII Giochi olimpici invernali, svoltisi a Innsbruck, Austria, dal 4 al 15 febbraio 1976, con una delegazione di 77 atleti impegnati in dieci discipline.